# 五頭龍
五頭龍（ごずりゅう）是神奈川縣江之島的傳說，棲息在鎌倉市深澤的已消失湖泊的龍。改過向善之後，也稱作五頭龍大神。

## 傳承
五頭龍會引起天變地異，危害村人，因此當地人會奉獻兒童以安撫五頭龍。某時，江之島隆起，成為弁才天的住所。支配此地域的五頭龍，對弁才天一見鍾情進而求婚。但是，弁才天因五頭龍暴虐無道的行為而拒絕。五頭龍回到湖裡，翌日改過向善，向弁才天發誓將守護人們。

## 脚注
1. ↑  .   [2021-11-17]. （原始内容存档于2021-11-17）.

## 關連項目
- 江之島
- 龍口明神社（日语：龍口明神社）
- 九頭龍傳承

## 外部連結
- マンガで見る江島縁起 岸本景子『五頭龍と天女様（弁天様） （页面存档备份，存于）